# ميس تالا
ميس تالا (الاسم العلمي:Celtis tala) هو نوع من النباتات يتبع جنس الميس من الفصيلة القنبية.